# Nimsreuland
Nimsreuland település Németországban, Rajna-vidék-Pfalz tartományban. Lakosainak száma 87 fő (2023. december 31.).

## Népesség
A település népességének változása:
| Lakosok száma | 87   | 94   | 90   | 90   | 88   | 87   |
|               | 1975 | 2017 | 2019 | 2021 | 2022 | 2023 |